# Anosia alexis
Anosia alexis är en fjärilsart som beskrevs av Waterhouse och Charles Lyell 1914. Anosia alexis ingår i släktet Anosia och familjen praktfjärilar. Inga underarter finns listade i Catalogue of Life.